# Joseph-François Foullon

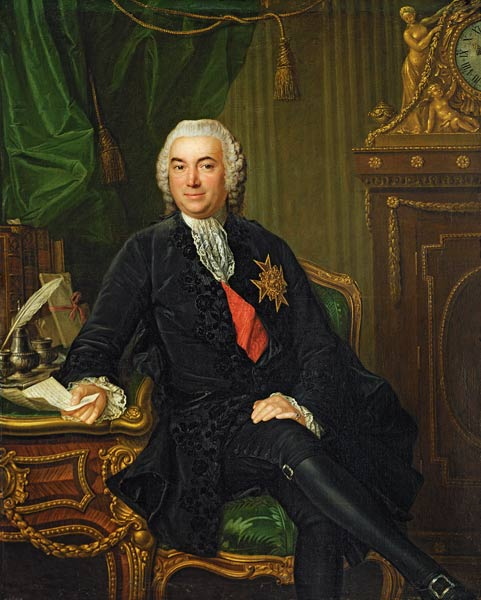
Joseph-François Foullon.

Joseph-François Foullon, baron av Doué, född den 25 juni 1715 i Saumur, död den 22 juli 1789 i Paris, var en fransk ämbetsman, som blev ett av franska revolutionens första offer.
Foullon var generalintendent vid franska armén under sjuåriga kriget (1756–1763), blev 1771 finansintendent samt utnämndes den 11 juli 1789 till Jacques Neckers efterträdare som generalkontrollör av finanserna. Denna utnämning väckte livlig harm hos folket, av vilket han länge varit hatad till följd av sina skamlösa utpressningar under kriget. Den 22 juli greps han av massan samt hängdes vid en lyktpåle på Grèveplatsen i Paris. Hans huvud bars i triumf genom gatorna med en hötapp i munnen, på grund av att man, sannolikt med orätt, beskyllde honom för att under en föregående hungersnöd ha yttrat: "Om packet inte har bröd, kan det äta hö".